# Pastavy
Pastavy o Postavy (bielorruso: Паста́вы; ruso: Поста́вы) es una ciudad subdistrital de Bielorrusia, capital del distrito homónimo en la provincia de Vítebsk.
Se conoce su existencia desde 1409 y en 2009 celebró su sexto centenario. Cuenta con numerosos edificios históricos, incluyendo casas del siglo XVIII y una iglesia del siglo XIX. Adquirió estatus urbano el 15 de enero de 1940.
En 2010 tiene una población de 19 800 habitantes.
Se ubica en el oeste de la provincia, unos 10 km al este de la frontera con Lituania.